# Большой Вопец
Большой Вопец — река в Смоленской области России в Кардымовском районе. Правый приток Днепра. Длина реки — 75 км. Площадь водосборного бассейна — 156 км².
Исток южнее деревни Маркаты, Кардымовского района, несколько километров на северу от автомагистрали М1 «Беларусь» на южной оконечности Духовщинской возвышенности. Направление течения: южное. Русло глубокое и извилистое. Крупных притоков не имеет, но принимает много ручьёв. Впадает в Днепр напротив деревни Верхние Немыкари Кардымовского района.